# 尼崎都市美化推進企業組合
尼崎都市美化推進企業組合（あまがさき・としびか・すいしんきぎょうくみあい　通称「アトビス」）は兵庫県尼崎市のワーカーズコープ（労働者協同組合）である。

## 概要
1984年設立。同組合は「緑化事業」「福祉介護事業」「駐輪場施設管理事業」「特定非営利活動法人（NPO）・風事業」の4つを大きな柱としている。
- 緑化事業　主に尼崎市と周辺の伊丹市、宝塚市、西宮市、及び大阪市の一部における公園管理・維持、街路や空き地・住宅の除草・庭の選定
- 福祉介護事業　高齢者・障がい者向け住宅「コミュニティリビング手と手」を初め、デイサービス、居宅介護支援・訪問介護支援を行っている
- 施設管理事業　尼崎市内にある駐輪場施設の管理や建物の清掃
- NPO法人・風　身体障害者を対象とした小型作業所や身障者の移送・介助を行う